# Medbestämmandelagen
Medbestämmandelagen (förkortad MBL), egentligen lag (1976:580) om medbestämmande i arbetslivet, är en lag i Sverige som reglerar förhållandet mellan arbetsgivare och arbetstagare. Lagen reglerar i huvudsak följande områden:
- Föreningsrätt – Rätt för arbetstagare och arbetsgivare att organisera sig.

- Förhandlingsrätt – Rätt för arbetstagare och arbetsgivare att genomföra kollektiva förhandlingar med motparten i vissa frågor. Till exempel har arbetsgivare skyldighet att förhandla med arbetstagarorganisationen om viktigare förändring i verksamheten eller viktigare förändring av arbets- och anställningsförhållanden.

- Rätt till information – I huvudsak arbetsgivares skyldighet att informera arbetstagarorganisation om verksamheten.

- Kollektivavtal – Om slutande av kollektivavtal och dess rättsverkan.

- Medbestämmanderätt genom kollektivavtal – Medbestämmande för arbetstagarna avseende anställningar, ledningen av företaget och verksamheten i övrigt.

- Fredsplikt – Förhindrar arbetsgivare och arbetstagare som är bundna av kollektivavtal att vidta stridsåtgärder mot motparten. Sympatiåtgärder förhindras dock ej genom detta.

- Medling – Om medling i arbetstvister via Medlingsinstitutet.

- Skadestånd – Om påföljder vid brott mot lagen.

Rätten till information och förhandling i MBL ger inte fackförbundet vetorätt, men fackförbundet får en viss möjlighet att utreda, inhämta information och uttrycka sin mening innan beslutet genomförs. Detta brukar tolkas som att fackförbundet till exempel har rätt att ta del av det ekonomiska underlaget inför beslut som omorganisationer och nedläggningar.
Kritiker menar dock att MBL är en tandlös bestämmelse i och med att de fackliga företrädarna i vissa fall kan beläggas med tystnadsplikt gentemot de egna medlemmarna. Detta är dock mycket ovanligt.
Sedan 1990-talets början är det vanligt att informations- och förhandlingsplikten med de fackliga organisationerna enligt MBL genom samverkansavtal kompletteras med så kallade direkt samråd, där arbetsgivaren kommunicerar med berörda arbetstagare genom arbetsplatsträffar och liknande.
MBL ersatte bland annat de frivilliga företagsnämnderna, som infördes genom ett avtal mellan LO och Svenska Arbetsgivareföreningen år 1946.